# Scolopostoma prionoplax
Scolopostoma prionoplax is een vlokreeftensoort uit de familie van de Lysianassidae. De wetenschappelijke naam van de soort is voor het eerst geldig gepubliceerd in 1937 door Monod.